# Weissia phyllantha
Weissia phyllantha là một loài Rêu trong họ Pottiaceae. Loài này được (Brid.) Lindb. miêu tả khoa học đầu tiên năm 1879.